# Váradi Szandra
Váradi Szandra Bernadett (Budapest, 1992. augusztus 10. –) magyar bajnok labdarúgó, csatár.

## Pályafutása
A Budapesti Erőmű csapatában kezdte a labdarúgást. 2005 és 2008 között az Olimpia NFK együttesében a másodosztályában is bemutatkozott. 2008 óta a Femina labdarúgója. A 2007–08-as idényben a bajnokcsapat tagja volt.

## Sikerei, díjai
- Magyar bajnokság
  - bajnok: 2007–08